# 富山空港連絡バス
富山空港連絡バス（とやまくうこうれんらくバス）とは、富山空港と富山県内各地および岐阜県北部を結ぶ空港連絡バス（路線バス・リムジンバス）である。空港連絡乗合タクシーについても併せて記述する。

## 富山駅・富山市中心部発着便

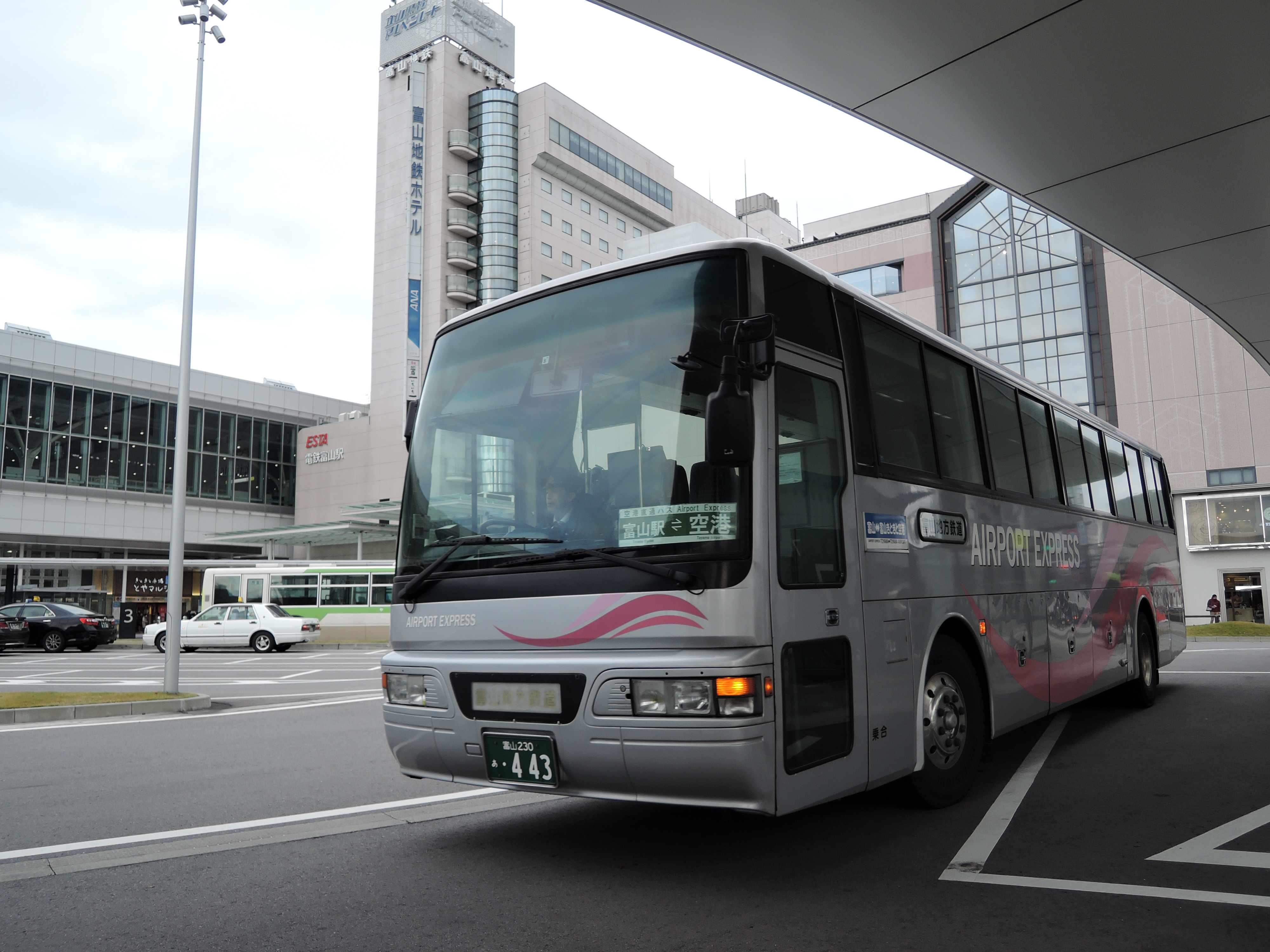
富山空港連絡バス　直行便車両（443号車）

富山地方鉄道による運行。富山駅前からの片道運賃は410円、5枚つづりの回数券あり。回数券は、電鉄富山駅および西町の乗車券センター、富山駅前バスターミナル案内所と富山空港国内線到着ロビーのバス券売機で発売。

### 直行便
富山中心部と空港を直行で運行する便。富山駅前からの所要時間はおよそ20 - 25分。予約不要。
- 富山駅前発
  - 富山駅前 - 富山市役所前 - 城址公園前 - ANAクラウンプラザホテル前 - 富山空港前
- 富山空港発
  - 富山空港前 - 総曲輪 - 城址公園前 - 富山市役所前 - 富山駅前

### 各停便
一般路線バス36系統（富山駅前 - 八尾鏡町、富山県広域消防防災センター前、総合運動公園）の全便が空港を経由する。富山駅前からの所要時間はおよそ25 - 30分。括弧内の区間は主な停留所のみ表示。
- 富山駅前 - 富山市役所前 - 城址公園前 - 総曲輪（ - 富山市民病院前 - 黒瀬 - ）総合体育センター - 富山空港前

## 砺波・高岡方面
高岡市（旧福岡町除く）、砺波市 - 富山空港間で空港連絡乗合タクシーが運行（要予約）。
- 高岡市内（旧福岡町内除く）および砺波市内はどこからでも乗降可能。
- 富山空港はターミナルビル前の乗合タクシーのりば（富山駅行きバス停と平湯行きバス停の間）に発着。
- 高岡市 - 富山空港間は高岡交通、砺波市 - 富山空港間はとなみ観光交通が運行。運賃は1人予約で3,500円、2人以上予約で1人3,000円。全航空便に対応。

以前は加越能バスによる空港連絡バスが運行されていた。高岡駅南口からの所要時間はおよそ40分。片道運賃は高岡駅南口発着が1,150円、砺波市内発着が1,350円。5枚つづりの回数券あり。東京便・札幌便に合わせ運行していたが、北陸新幹線開業による東京便の利用減少の影響を受けて、2016年1月31日の運行を最後に廃止された。
- 砺波駅南 - 砺波市役所前 - 戸出四丁目 - 高岡駅南口 - 富山空港

## 魚津方面
魚津市 - 富山空港間で空港連絡乗合タクシーが運行（要予約）。
- 魚津市内は区域運行であり、市内はどこからでも乗降可能。
- 富山空港はターミナルビル前の乗合タクシーのりば（富山駅行きバス停と平湯行きバス停の間）に発着。

魚津交通・金閣タクシーが運行。運賃は１人予約で5,000円、2人以上予約で１人4,500円。全航空便に対応。

## 飛騨地方発着便
岐阜県の飛騨地方については、高山濃飛バスセンター（高山市）・白川郷（大野郡白川村）と富山駅前を結ぶ高速バス「高山 - 富山線」や、平湯温泉（高山市）と富山駅前を結ぶ特急バス「奥飛騨温泉郷 - 富山線」が、途中富山空港を経由する。
高速バス「高山 - 富山線」
特急バス「奥飛騨温泉郷 - 富山線」
かつては、高山濃飛バスセンター（高山市）から菅沼（南砺市）を経由して富山空港までを結ぶ高速バス「高山 - 富山きときと空港線」や、越中八尾駅から富山空港までを結ぶ乗合タクシーが運行していた。
高速バス「高山 - 富山きときと空港線」
- 高山濃飛バスセンター - 菅沼 - 富山きときと空港

富山地方鉄道・濃飛乗合自動車の共同運行。2019年9月1日 - 2020年3月31日の期間限定で毎日2往復運行。全日本空輸の羽田 - 富山線の時刻に合わせたダイヤになっていた。
富山空港の利用者を増やすため、富山県が予算総額2,440万円かけて行う事業として実験的に運行。富山空港は高山市に最も近い空港であることから、観光客や飛騨地区の住民などにより1日十数人程度の利用を想定していたが、実際には1便当たり平均0.75人、運行開始からの5か月間の合計で459人しか利用がなかった。PR不足に加え、需要が見込まれる路線ではなかったことが原因と言われている。そのため2020年4月1日以降は富山県の補助金により、前述の高速バス「高山 - 富山線」を2往復増便し、空港を経由する形態に変更した。
乗合タクシー
- 越中八尾駅 - 富山きときと空港

上記高速バスと同一の期間、富山地鉄タクシーが1日1往復運行していた（前日までの予約制）。これは空港から富山駅に向かうとダイヤ上高山本線に乗り継げないというケースに関して、より岐阜県に近い越中八尾駅に向かうことで乗り継ぎを可能にし、飛騨地方へのアクセスを改善することを目的としていた。

## 長野方面発着便
2018年1月4日から2月28日まで、富山駅・富山空港 - 白馬間で高速バス「富山-白馬スノーライナー」の実証運行を実施。羽田便に接続して1日1往復運転）。
平日は富山地方鉄道、土休日は新富観光サービスが運行。運賃は富山 - 南小谷・白馬で4,000円、魚津 - 南小谷・白馬で3,600円（いずれも小人半額）。
- 富山駅前 - 富山空港 - 魚津IC - 南小谷駅【土休日のみ停車】 - リズム白馬（白馬樅の木ホテル前）

## フリーきっぷ
青い空 富山・五箇山1日フリーきっぷ
- 「富山-白馬スノーライナー」との連動による富山空港の利用や、公共交通機関による世界遺産五箇山への観光促進のため、2017年12月1日 - 2018年3月31日の間販売。空港連絡バス（富山駅前 - 富山空港前間）の片道乗車券と、あいの風とやま鉄道（富山駅 - 高岡駅間）および世界遺産バス（高岡駅前・新高岡駅 - ささら館前間）のフリーきっぷがセットになっていた[10]。